# Бабенко Анатолій Григорович
Анатолій Григорович Бабенко (3 вересня 1940, Красна Улька, Майкопський район, Краснодарський край, РРФСР, СРСР — 28 серпня 2020, Дніпро, Україна) — український науковець, економіст, доктор економічних наук (1996), професор (2000), академік Академії Наук України.

## Життєпис
Народився 3 вересня 1940 року в селі Красна Улька Майкопського району Краснодарського краю.
Після закінчення Гребінківської середньої школи № 2 працював механізатором колгоспу «Дружба» Гребінківського району Полтавської області. У 1962 році закінчив Полтавський сільськогосподарський інститут (тепер — Полтавський державний аграрний університет) за спеціальністю «Агрономія» та здобув кваліфікацію вченого-агронома. По закінченню вишу працював бригадиром, агрономом у радгоспах Київської області.
Здобувши практичний досвід на сільськогосподарському виробництві, то у 1967—1970 роках вступив та навчався в аспірантурі Українського НДІ економіки та організації сільського господарства імені А. Г. Шліхтера (тепер — ННЦ «Інститут аграрної економіки»), де у 1971 році успішно захистив дисертацію на тему: «Організація використання та шляхи підвищення економічної ефективності добрив в землеробстві Полісся Української РСР» на отримання наукового ступеня кандидат економічних наук. У 1972–1981 роках — на партійній роботі у Донецькій області; 1982–1989 роках — завідувач відділу Головінформцентру Донецької області виконкому; 1989–1998 роках — завідувач відділу економіки, заступник генерального директора Донецького інституту агропромисловості виробництва.
У 1996 році в спеціалізованій вченій раді Інституту економіки промисловості НАН України Анатолій Бабенко захистив дисертацію на тему: «Управління підвищенням продуктивності праці в агропромисловому регіоні (на прикладі Донбасу)» на отримання наукового ступеня доктор економічних наук. У 1998—2000 роках — професор кафедри економіки Донецької державної академії управління; від 2000 року — завідувач кафедри економіки теорії Інституту економіки і права (Севастополь), цього ж року починає займатися педагогічною роботою, яку поєднує з науковою і громадською діяльністю. За його вагомі здобутки в 2001 році вченою радою Донецького національного університету економіки і торгівлі імені М. Туган-Барановського присвоєно вчене звання професора кафедри економіки підприємства.
У 2006 році А. Г. Бабенко був запрошений до Дніпропетровської державної фінансової академії на посаду завідувача кафедри управління персоналом і економіки праці в порядку зміцнення кадрів професорсько-викладацького складу.
Наукова діяльність у галузі агрономії, економіки сільського господарства, державне регулювання економіки.
Анатолій Григорович Бабенко є автором і співавтором 24 навчальних посібників. За весь час наукової діяльності опублікував 275 наукових та навчально-методичних праць. Відмічаючи особистий внесок у підготовку кадрів, професор А. Г. Бабенко нагороджений Почесною грамотою Міністерства фінансів України (2009 р.), медаллю «За трудову відзнаку» (1970 р.), срібною медаллю ВДНГ (1989 р.).

## Праці
- Помножена сила гектара. — К., 1972.
- Дородная нива. — Д., 1981.
- Производительность аграрного труда. — К., 1994.
- Управление повышением производительности труда. — Д., 1996.
- Реорганізація аграрних підприємств на Донеччині. — Д., 1999.
- Экономика предприятия: Учеб. пособ. — Д., 1999 (співавт.).
- Економіка підприємства: Навч. посіб. — Д., 2000.
- Аналіз економічної ситуації в аграрній сфері України // Економіка АПК. 2001. № 10; Состояние и пути трансформации аграрного сектора Крыма // Актуальные проблемы и перспективы развития экономики Украины. Сф., 2002.
- Фізіологія і психологія праці: Навчальний посібник // за ред. д.е.н., професора Бабенка А. Г. — Дніпропетровськ: ДДФА, 2014. — 204 с.
- Актуальні проблеми розвитку ринку праці та державного регулювання зайнятості населення в Україні // А. Г. Бабенко — Наукові праці ПДАА — Спец. випуск. Економічні науки. —Полтава. — С. 25—30.
- Підвищення ефективності використання персоналу та його розвиток: Монографія // за ред. професора Бабенка А. Г. — Дніпропетровськ: УПСФ 2016. — 328 с.
- Babenko A. & Vasilyeva O. Factors of Labor Productivity Growth in Agriculture of the Agrarian Region Baltic // Journal of Economic Studies. — Vol. 3 (2017). — No.4.